# Movimento rigido
Nella fisica e nella geometria descrittiva, il movimento rigido di un oggetto è un movimento che non causa all'oggetto nessuna deformazione. Sono movimenti rigidi le rotazioni e le traslazioni.
Dal punto di vista matematico, i movimenti rigidi sono modellizzati da funzioni chiamate isometrie.
Un esempio usuale di movimento rigido può essere quello di aprire e chiudere l'anta di una porta o di una finestra.